# Евканджинский
Евканджинский — исчезнувший рабочий посёлок в Аллах-Юньском районе Якутской АССР (ныне территория Усть-Майского улуса Республики Саха (Якутия)).

## География
Располагался на реке Евкандя, притоке реки Аллах-Юнь.

## История
Возник как посёлок золотодобытчиков треста «Джугджурзолото».
В 1940 году получил статус рабочего посёлка. Евканджинский стал одним из 25 городов и пгт, образованных в Сибири в 1939—1941 гг..
В 1947 году зафиксирован со статусом рабочий посёлок. Ближайшая железнодорожная станция Большой Невер находилась в 1964 км..
После истощения запасов золота в 1950-е годы посёлок был упразднён.